# Лазе над Крко
Лазе над Крко (словен. Laze nad Krko) су насељено место у општини Иванчна Горица, Средњесловенска регија, Словенија.

## Историја
До територијалне реорганизације у Словенији биле су у саставу старе општине Гросупље.

## Становништво
У попису становништва из 2011. године, Лазе над Крко су имале 34 становника.
| Број становника према пописима | Број становника према пописима | Број становника према пописима |
| ------------------------------ | ------------------------------ | ------------------------------ |
| 1991                           | 2002                           | 2011                           |
| 29                             | 34                             | 34                             |

Напомена: До 1953. исказивано под именом Лазе. Године 2008. извршена је мања размена територија између насеља Кужељевец и Лазе над Крко.

## Галерија
- сеоске куће
- улица